# Lijst van personen overleden in 1954
Dit is een lijst van personen die zijn overleden in 1954.

## Januari

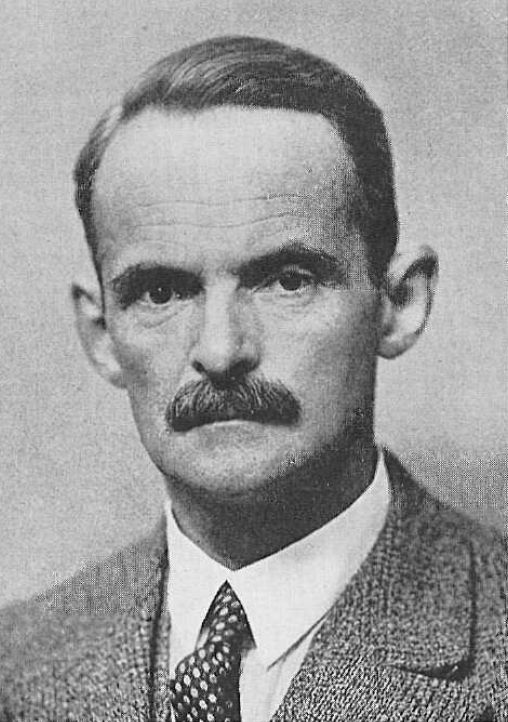
Johan Marie Louwerse
2 januari

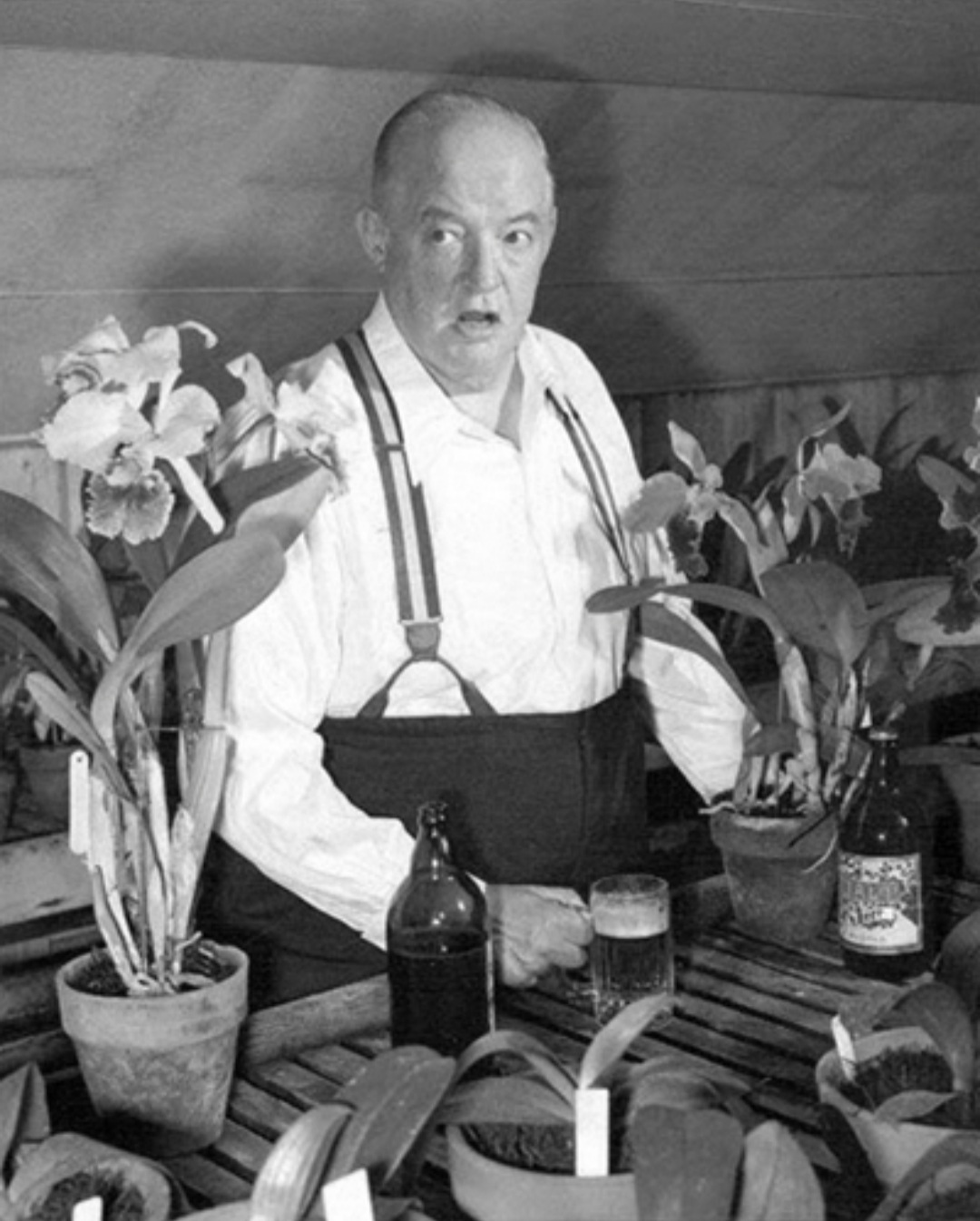
Sydney Greenstreet
18 januari

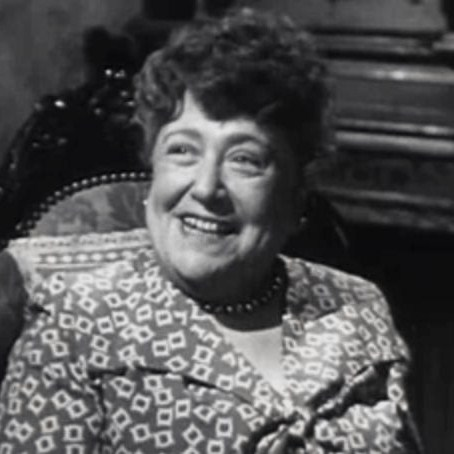
Florence Bates
31 januari

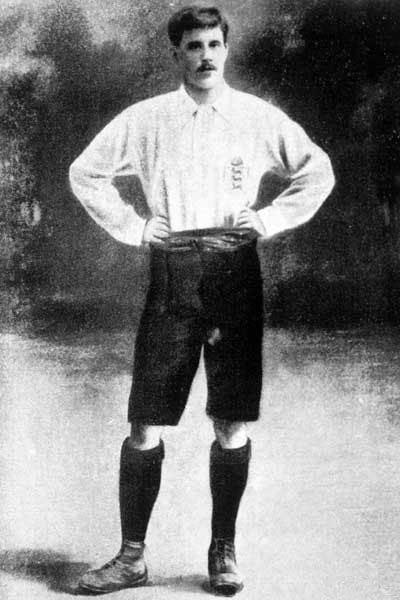
Vivian Woodward
31 januari

| 1 | 2 | 3 | 4 | 5 | 6 | 7 | 8 | 9 | 10 | 11 | 12 | 13 | 14 | 15 | 16 | 17 | 18 | 19 | 20 | 21 | 22 | 23 | 24 | 25 | 26 | 27 | 28 | 29 | 30 | 31 |
| - | - | - | - | - | - | - | - | - | -- | -- | -- | -- | -- | -- | -- | -- | -- | -- | -- | -- | -- | -- | -- | -- | -- | -- | -- | -- | -- | -- |

### 1 januari
- Duff Cooper (63), Brits politicus
- Piet Klaarhamer (79), Nederlands architect

### 2 januari
- Johan Marie Louwerse (66), Nederlands ingenieur
- Dziga Vertov (58), Russisch filmmaker

### 5 januari
- Frans Lamoen (77), Belgisch zanger en cabaretier

### 6 januari
- Roberto Gomes Pedrosa (40), Braziliaans voetballer

### 9 januari
- Joseph Van Cauwenbergh (73), Belgisch politicus

### 10 januari
- Fred Raymond (53), Oostenrijks componist

### 11 januari
- Oscar Straus (83), Oostenrijks-Frans componist

### 12 januari
- William Bernard Huddleston Slater (71), Nederlands schrijver
- Ellen Thesleff (84), Fins schilderes

### 16 januari
- Michail Prisjvin (80), Russisch schrijver

### 17 januari
- Leonard Eugene Dickson (79), Amerikaans wiskundige
- Nico Sikkel (56), Nederlands verzetsstrijder

### 18 januari
- Sydney Greenstreet (74), Brits acteur

### 19 januari
- Theodor Kaluza (68), Duits wiskundige
- Cornelius van Oyen (67), Duits sportschutter

### 20 januari
- Frans Mijnssen (81), Nederlands toneelschrijver
- Kees Oldenburg (53), Nederlands voetballer

### 21 januari
- Per Reidarson (74), Noors componist en musicus

### 22 januari
- Paul Van Roosbroeck (70), Belgisch politicus
- Cor Wezepoel (57), Nederlands atleet

### 23 januari
- Marie Muller-Lulofs (99), Nederlands activiste
- Willem Wijnaendts van Resandt (80), Nederlands militair

### 25 januari
- Paul Sobry (58), Belgisch geestelijke en letterkundige
- Damjan Veltsjev (70), Bulgaars politicus

### 28 januari
- Christiaan Groothoff (75), Nederlands voetbalscheidsrechter
- Abraham Oyanedel Urrutia (79), Chileens politicus

### 31 januari
- Edwin Armstrong (63), Amerikaans elektrotechnicus
- Florence Bates (65), Amerikaans actrice
- Vivian Woodward (74), Engels voetballer

## Februari

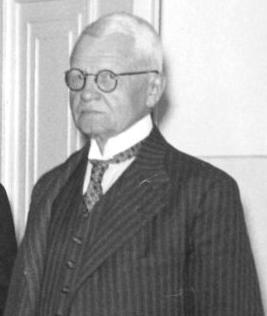
J.J.C. van Dijk
9 februari

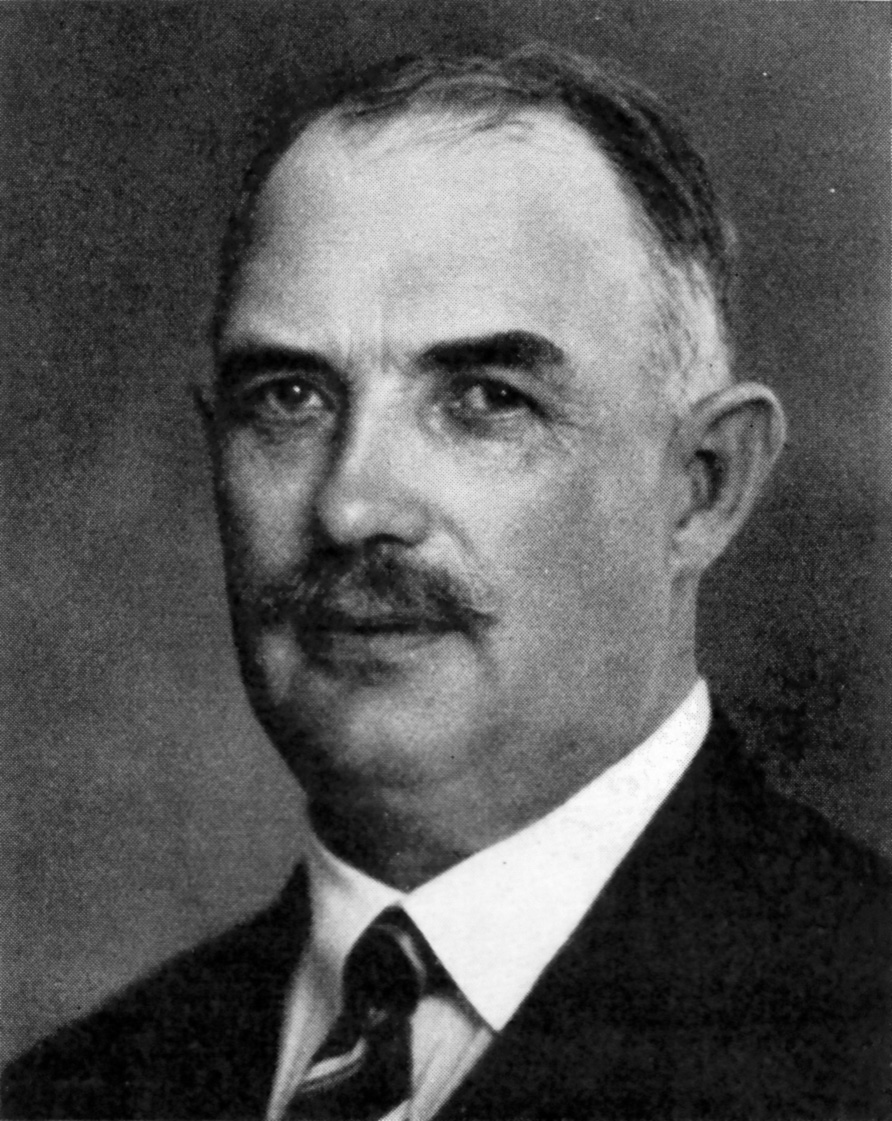
Axel Pehrsson-Bramstorp
19 februari

| 1 | 2 | 3 | 4 | 5 | 6 | 7 | 8 | 9 | 10 | 11 | 12 | 13 | 14 | 15 | 16 | 17 | 18 | 19 | 20 | 21 | 22 | 23 | 24 | 25 | 26 | 27 | 28 |
| - | - | - | - | - | - | - | - | - | -- | -- | -- | -- | -- | -- | -- | -- | -- | -- | -- | -- | -- | -- | -- | -- | -- | -- | -- |

### 1 februari
- Julius Hoste (69), Belgisch politicus

### 3 februari
- Charles Frederick Thiele (70), Amerikaans componist

### 4 februari
- Václav Vačkář (72), Tsjechisch componist

### 5 februari
- Hans Everts (71), Nederlands jurist

### 6 februari
- Friedrich Meinecke (91), Duits historicus

### 7 februari
- Jan Maklakiewicz (54), Pools componist

### 8 februari
- Adriaan Meerkamp van Embden (71), Nederlands collaborateur
- Emile Ollevier (75), Belgisch kunstschilder

### 9 februari
- Jan Brons (89), Nederlands ondernemer
- Jannes van Dijk (82), Nederlands politicus

### 10 februari
- Hendrik Bijleveld (68), Nederlands politicus
- Martinus Cobbenhagen (60), Nederlands onderwijsbestuurder

### 11 februari
- Thomas Pierrepoint (83), Brits beul
- Cornelis Johannes van Riemsdijk (85), Nederlands burgemeester

### 12 februari
- Théophile Gollier (76), Belgisch politicus

### 14 februari
- Larry Russell (40), Amerikaans filmcomponist en dirigent

### 16 februari
- Marica Gregorič-Stepančič (79), Sloveens schrijfster en dichteres

### 17 februari
- Neeltje Lokerse (85), Nederlands activiste en feministe

### 18 februari
- Jan Paul Valkema Blouw (69), Nederlands kunstenaar

### 19 februari
- Axel Pehrsson-Bramstorp (70), Zweeds politicus
- Herman Hesselink (77), Nederlands voetballer
- Charles Vos (65), Nederlands beeldhouwer

### 24 februari
- Gaston Wallaert (64), Belgisch politicus

### 25 februari
- Auguste Perret (80), Frans architect

### 26 februari
- Jan Harke Bolhuis (63), Nederlands medicus

### 27 februari
- Bobby Ball (28), Amerikaans autocoureur

## Maart

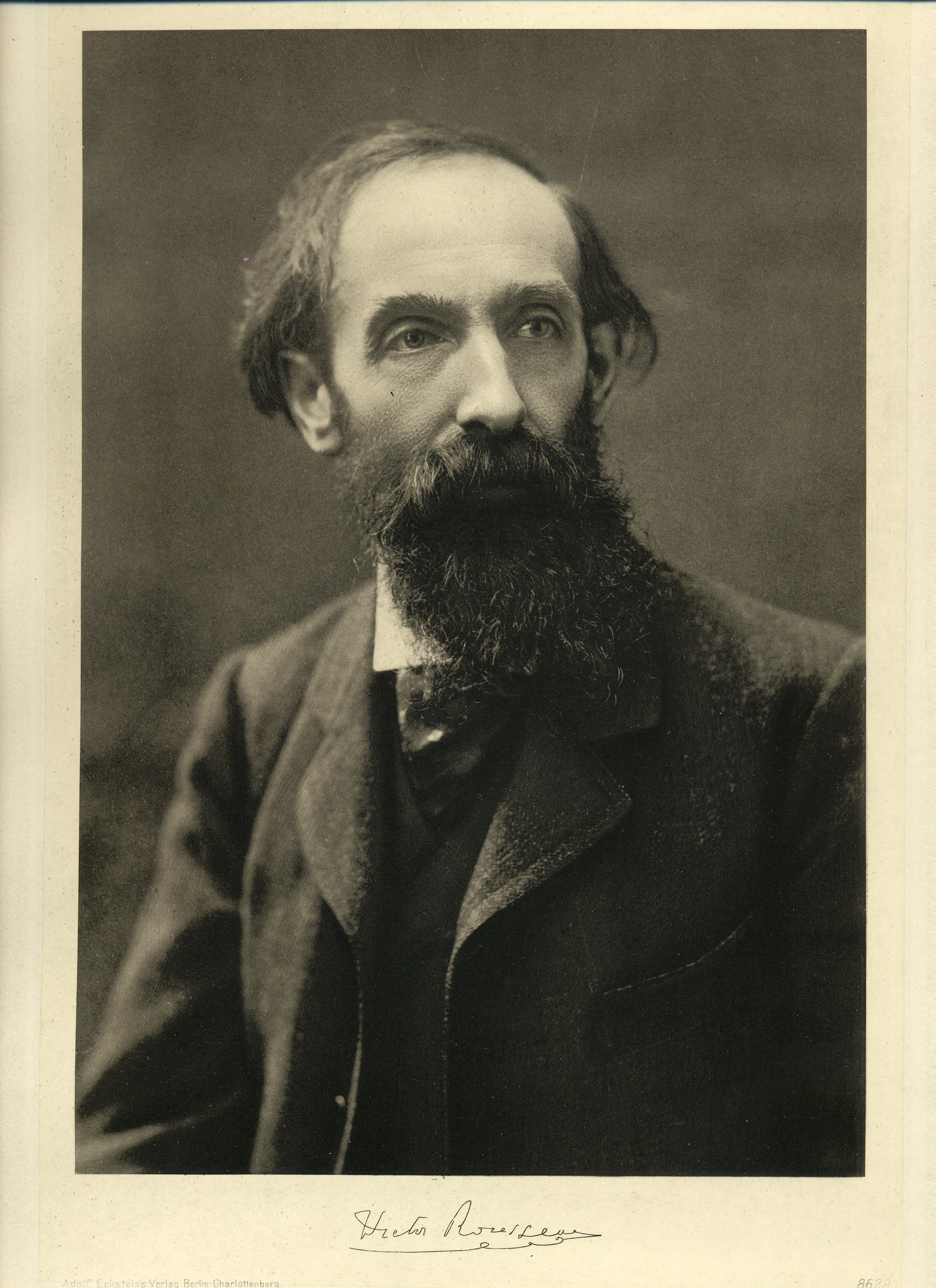
Victor Rousseau
17 maart

| 1 | 2 | 3 | 4 | 5 | 6 | 7 | 8 | 9 | 10 | 11 | 12 | 13 | 14 | 15 | 16 | 17 | 18 | 19 | 20 | 21 | 22 | 23 | 24 | 25 | 26 | 27 | 28 | 29 | 30 | 31 |
| - | - | - | - | - | - | - | - | - | -- | -- | -- | -- | -- | -- | -- | -- | -- | -- | -- | -- | -- | -- | -- | -- | -- | -- | -- | -- | -- | -- |

### 2 maart
- Robert de Kerchove d'Exaerde (77), Belgisch politicus

### 7 maart
- Otto Diels (78), Duits scheikundige en Nobelprijswinnaar

### 13 maart
- Otto Gebühr (76), Duits acteur

### 17 maart
- Victor Rousseau (88), Belgisch beeldhouwer en tekenaar

### 19 maart
- Walter Braunfels (71), Duits componist

### 21 maart
- Jacques Keyser (68), Nederlands atleet
- Pura Villanueva-Kalaw (67), Filipijns schrijfster en suffragette

### 28 maart
- Kaare Klint (65), Deens architect en meubelontwerper

### 30 maart
- Fritz London (54), Duits-Amerikaans natuurkundige

## April

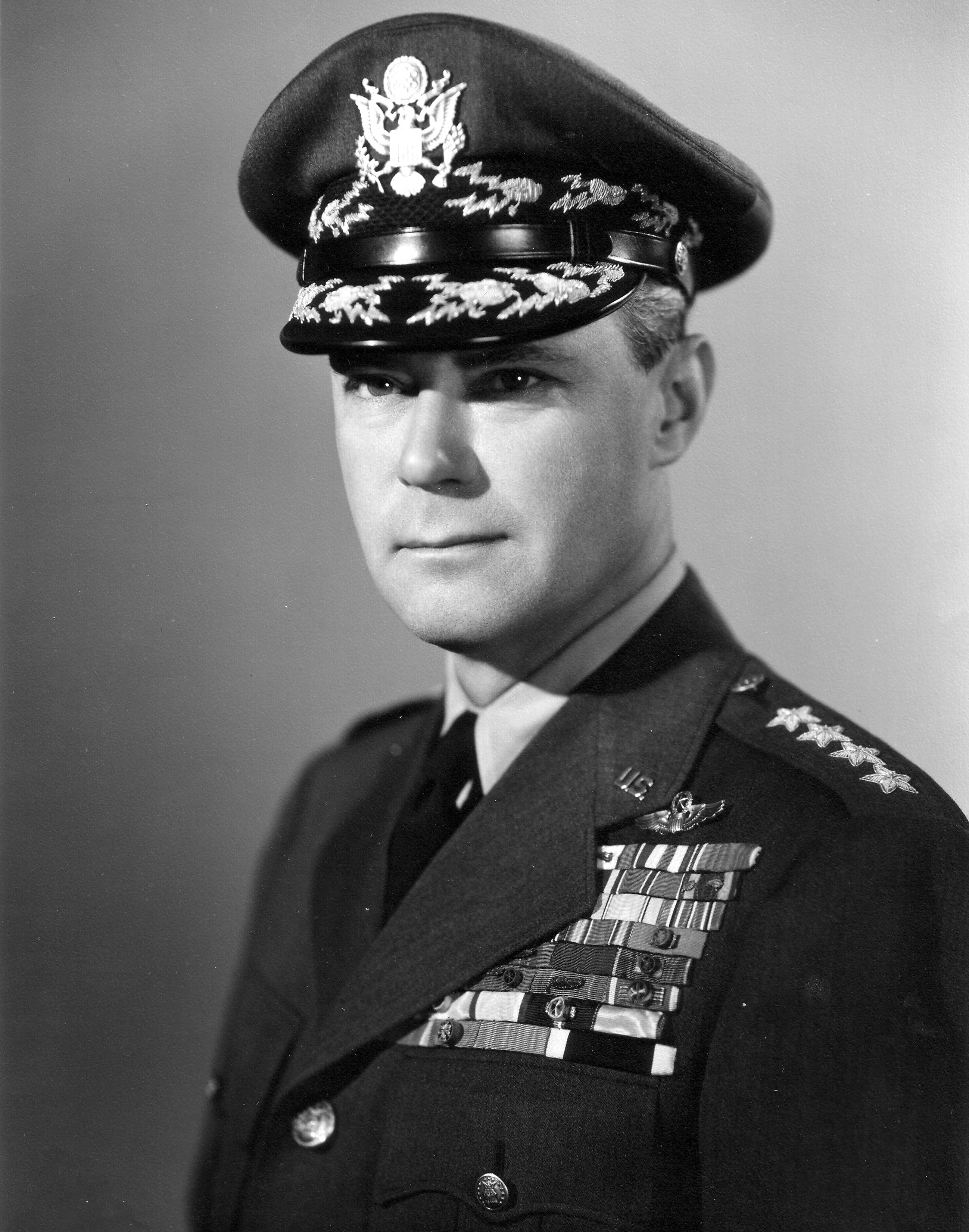
Hoyt Vandenberg
2 april

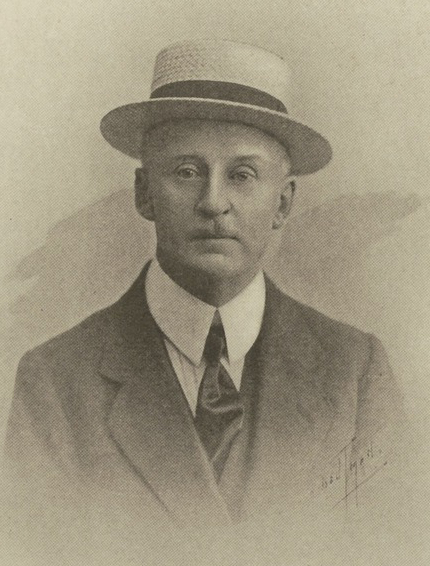
Pim Mulier
12 april

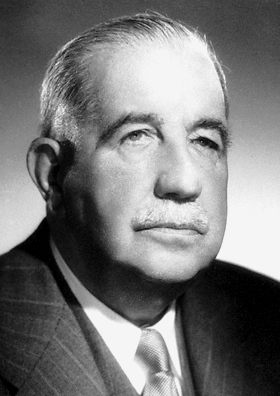
Léon Jouhaux
28 april

| 1 | 2 | 3 | 4 | 5 | 6 | 7 | 8 | 9 | 10 | 11 | 12 | 13 | 14 | 15 | 16 | 17 | 18 | 19 | 20 | 21 | 22 | 23 | 24 | 25 | 26 | 27 | 28 | 29 | 30 |
| - | - | - | - | - | - | - | - | - | -- | -- | -- | -- | -- | -- | -- | -- | -- | -- | -- | -- | -- | -- | -- | -- | -- | -- | -- | -- | -- |

### 1 april
- Jan Thomée (67), Nederlands voetballer

### 2 april
- Hoyt Vandenberg (55), Amerikaans militair

### 5 april
- Märtha van Zweden (53), lid Noors koningshuis

### 10 april
- Pieter Nicolaas van Eyck (66), Nederlands dichter
- Auguste Lumière (91), Frans filmpionier
- Oscar Mathisen (65), Noors schaatser

### 12 april
- Pim Mulier (89), Nederlands voetballer, atleet en schaatser

### 13 april
- Samuel Jones (75), Amerikaans atleet

### 17 april
- Harry van Lent (40), Nederlands voetbalbestuurder
- Nilda Pinto (35), Curaçaos kinderboekenschrijfster

### 18 april
- Denis Verschueren (57), Belgisch wielrenner

### 21 april
- Ramon Diokno (68), Filipijns senator en rechter

### 27 april
- Thorvald Ellegaard (77), Deens wielrenner

### 28 april
- Léon Jouhaux (74), Frans vakbondsleider

### 29 april
- Hendrik Johan Versteeg jr. (76), Nederlands politiefunctionaris

## Mei

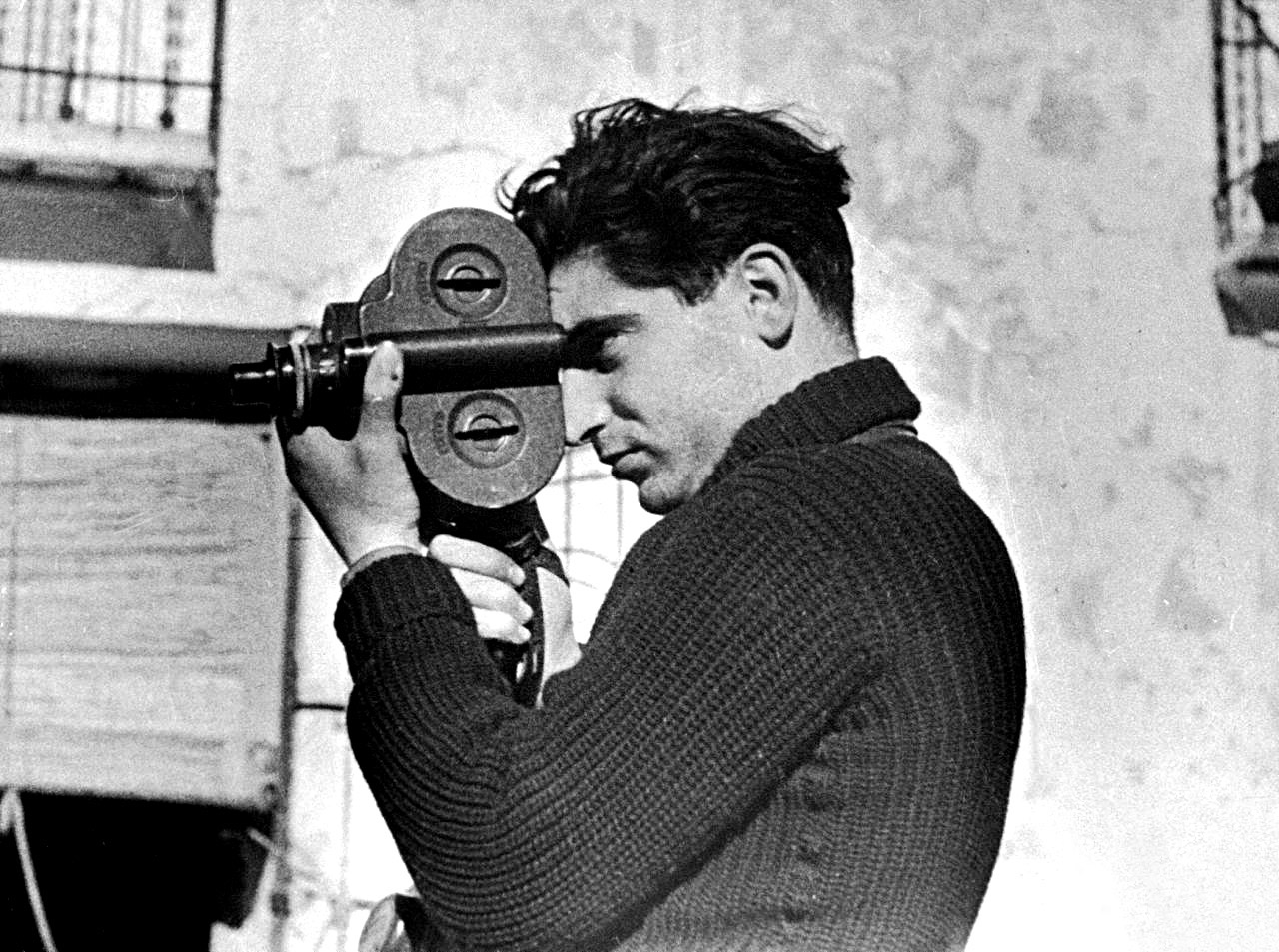
Robert Capa
25 mei

| 1 | 2 | 3 | 4 | 5 | 6 | 7 | 8 | 9 | 10 | 11 | 12 | 13 | 14 | 15 | 16 | 17 | 18 | 19 | 20 | 21 | 22 | 23 | 24 | 25 | 26 | 27 | 28 | 29 | 30 | 31 |
| - | - | - | - | - | - | - | - | - | -- | -- | -- | -- | -- | -- | -- | -- | -- | -- | -- | -- | -- | -- | -- | -- | -- | -- | -- | -- | -- | -- |

### 1 mei
- Pentti Larvo (47), Fins voetballer

### 3 mei
- Józef Garbień (57), Pools voetballer

### 5 mei
- Henri Laurens (69), Frans beeldhouwer en tekenaar

### 7 mei
- Geert Aeilco Wumkes (84), Nederlands theoloog, predikant en (Fries) historicus

### 14 mei
- Heinz Guderian (66), Duits militair leider

### 18 mei
- Willem Eekelers (70), Belgisch syndicalist, redacteur en politicus

### 21 mei
- Jose Hontiveros (65), Filipijns politicus

### 23 mei
- Willem Dreesmann (68), Nederlands ondernemer

### 25 mei
- Robert Capa (40), Hongaars-Amerikaanse oorlogsfotograaf

## Juni

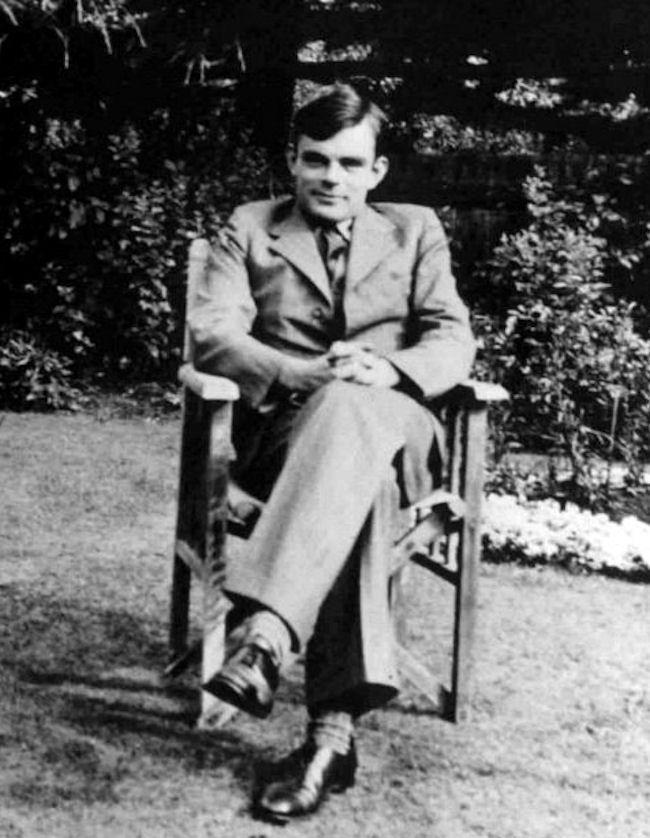
Alan Turing
7 juni

| 1 | 2 | 3 | 4 | 5 | 6 | 7 | 8 | 9 | 10 | 11 | 12 | 13 | 14 | 15 | 16 | 17 | 18 | 19 | 20 | 21 | 22 | 23 | 24 | 25 | 26 | 27 | 28 | 29 | 30 |
| - | - | - | - | - | - | - | - | - | -- | -- | -- | -- | -- | -- | -- | -- | -- | -- | -- | -- | -- | -- | -- | -- | -- | -- | -- | -- | -- |

### 7 juni
- Alan Turing (41), Brits wiskundige en informaticus

### 21 juni
- Gideon Sundback (74), Zweeds-Amerikaans zakenman en uitvinder

### 25 juni
- Eduard Meijers (74), Nederlands rechtsgeleerde

## Juli

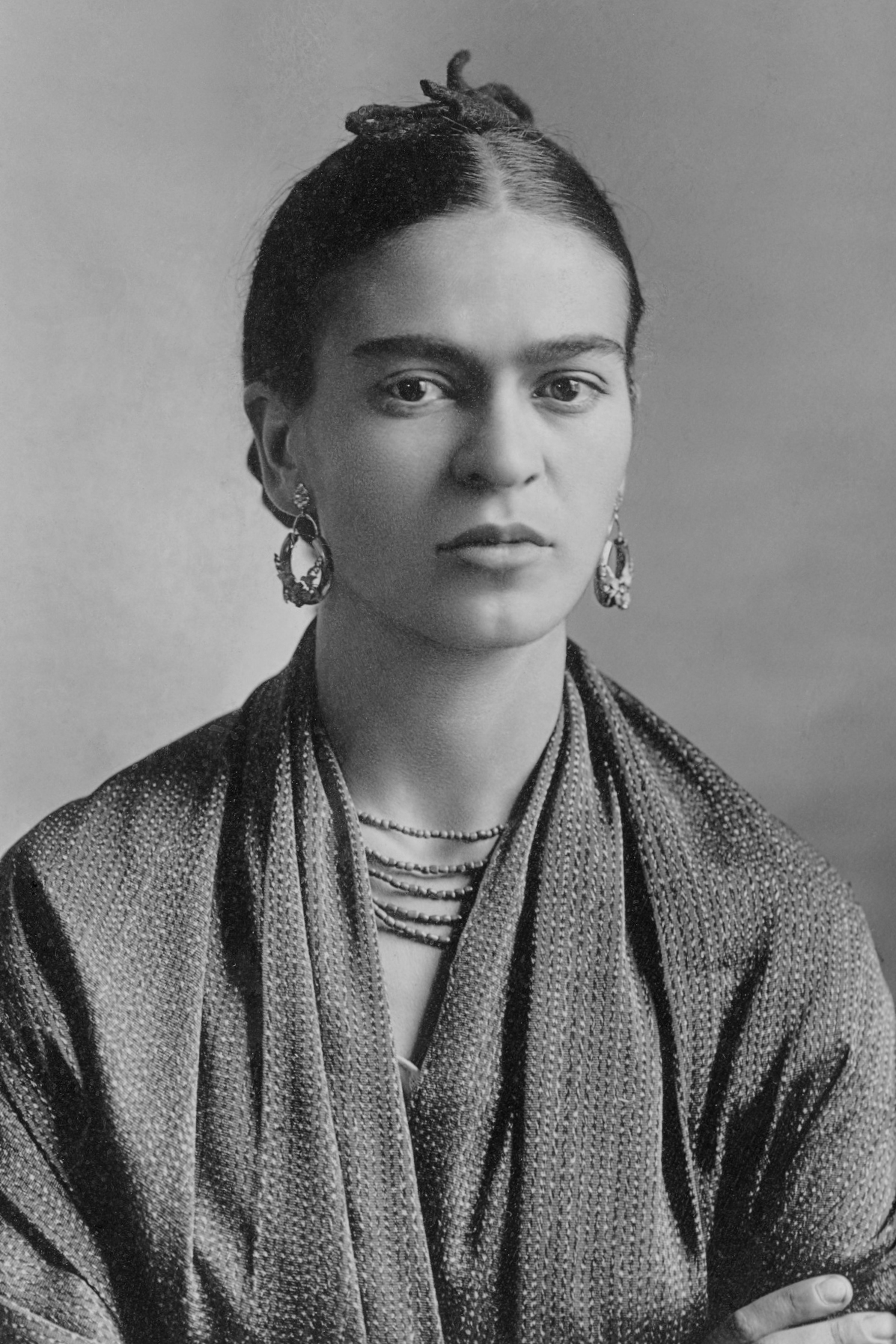
Frida Kahlo
13 juli

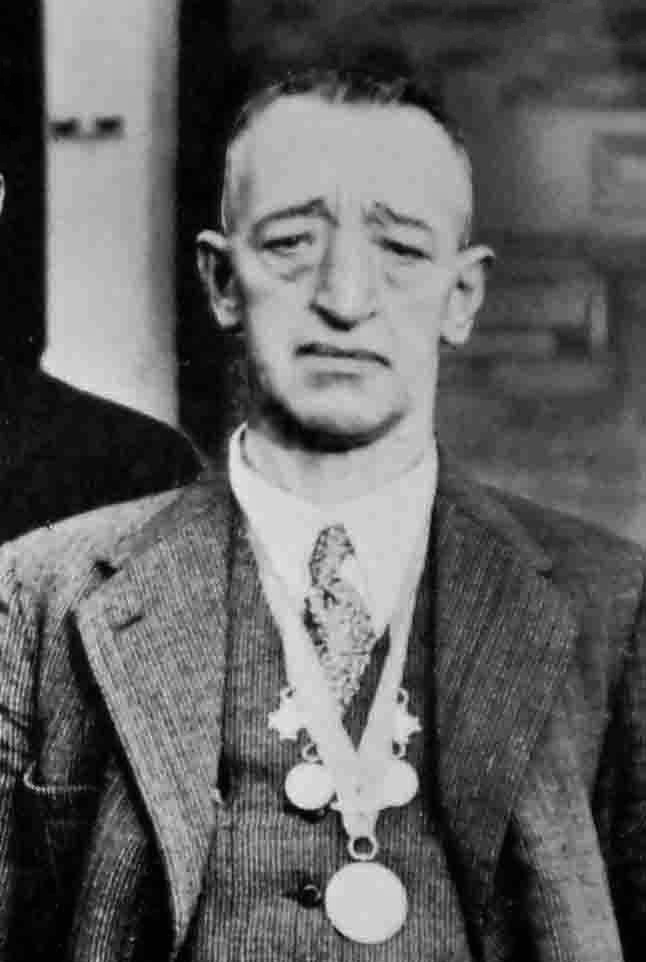
Coen de Koning
29 juli

| 1 | 2 | 3 | 4 | 5 | 6 | 7 | 8 | 9 | 10 | 11 | 12 | 13 | 14 | 15 | 16 | 17 | 18 | 19 | 20 | 21 | 22 | 23 | 24 | 25 | 26 | 27 | 28 | 29 | 30 | 31 |
| - | - | - | - | - | - | - | - | - | -- | -- | -- | -- | -- | -- | -- | -- | -- | -- | -- | -- | -- | -- | -- | -- | -- | -- | -- | -- | -- | -- |

### 1 juli
- Phyllis Barry (45), Brits actrice

### 5 juli
- Bob Scott (25), Amerikaans autocoureur

### 13 juli
- Jacques Edwin Brandenberger (81), Zwitsers textielingenieur; uitvinder van het cellofaan
- Frida Kahlo (47), Mexicaans kunstschilder
- Antoon Thiry (65), Belgisch letterkundige

### 16 juli
- Harry Broos (56), Nederlands atleet

### 17 juli
- Wally Campbell (28), Amerikaans autocoureur

### 19 juli
- Jean Roger-Ducasse (71), Frans componist en muziekpedagoog

### 24 juli
- Frans Mikkenie (51), Nederlands impresario en circusdirecteur

### 27 juli
- Jacob Tullin Thams (56), Noors schansspringer en zeiler

### 29 juli
- Coen de Koning (75), Nederlands schaatser

### 30 juli
- Hans Nobiling (76), Duits-Braziliaans voetballer

### 31 juli
- Onofre Marimon (30), Argentijns autocoureur

## Augustus

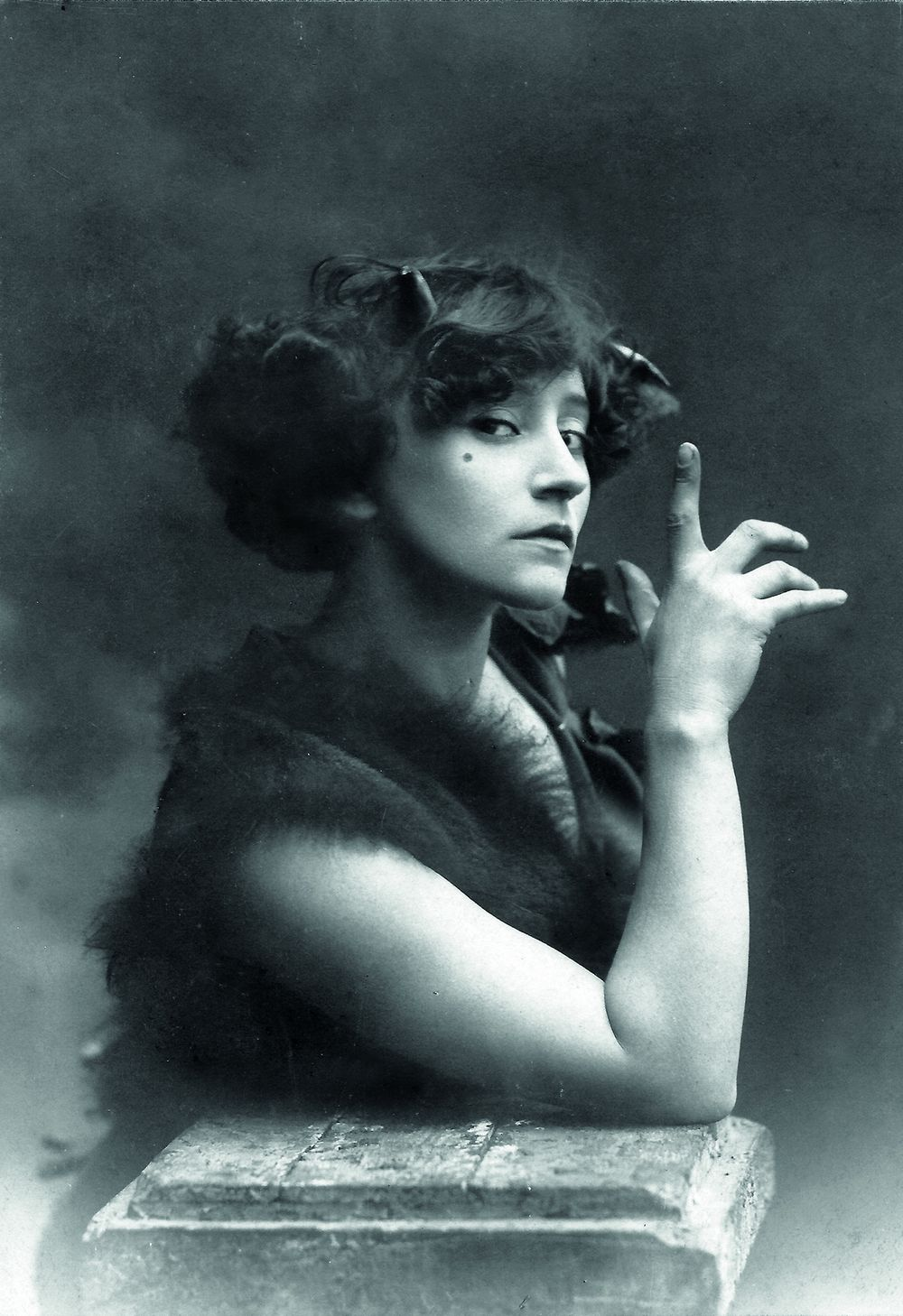
Colette
3 augustus

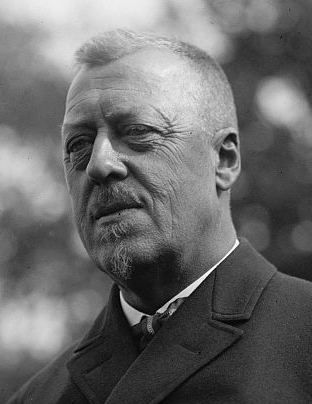
Hugo Eckener
14 augustus

| 1 | 2 | 3 | 4 | 5 | 6 | 7 | 8 | 9 | 10 | 11 | 12 | 13 | 14 | 15 | 16 | 17 | 18 | 19 | 20 | 21 | 22 | 23 | 24 | 25 | 26 | 27 | 28 | 29 | 30 | 31 |
| - | - | - | - | - | - | - | - | - | -- | -- | -- | -- | -- | -- | -- | -- | -- | -- | -- | -- | -- | -- | -- | -- | -- | -- | -- | -- | -- | -- |

### 3 augustus
- Colette (81), Frans schrijfster

### 14 augustus
- Hugo Eckener (86), Duits luchtvaartpionier

### 19 augustus
- Alcide De Gasperi (73), Italiaans politicus

### 24 augustus
- Getúlio Vargas (71), Braziliaans president

### 25 augustus
- Gustave Van Belle (42), Belgisch wielrenner

### 30 augustus
- Alfredo Ildefonso Schuster (74), Italiaans zalig verklaard kardinaal

## September
| 1 | 2 | 3 | 4 | 5 | 6 | 7 | 8 | 9 | 10 | 11 | 12 | 13 | 14 | 15 | 16 | 17 | 18 | 19 | 20 | 21 | 22 | 23 | 24 | 25 | 26 | 27 | 28 | 29 | 30 |
| - | - | - | - | - | - | - | - | - | -- | -- | -- | -- | -- | -- | -- | -- | -- | -- | -- | -- | -- | -- | -- | -- | -- | -- | -- | -- | -- |

### 1 september
- Stans Balwé (91), Nederlands schilderes en tekenares

### 8 september
- André Derain (74), Frans kunstschilder, beeldhouwer en sieraadontwerper

### 10 september
- Peter Anders (46), Duits operazanger

### 18 september
- Johannes Drost (74), Nederlands zwemmer

### 19 september
- Miles Franklin (74), Australisch schrijfster en oprichter van de Miles Franklin Award

## Oktober
| 1 | 2 | 3 | 4 | 5 | 6 | 7 | 8 | 9 | 10 | 11 | 12 | 13 | 14 | 15 | 16 | 17 | 18 | 19 | 20 | 21 | 22 | 23 | 24 | 25 | 26 | 27 | 28 | 29 | 30 | 31 |
| - | - | - | - | - | - | - | - | - | -- | -- | -- | -- | -- | -- | -- | -- | -- | -- | -- | -- | -- | -- | -- | -- | -- | -- | -- | -- | -- | -- |

### 5 oktober
- Flor Alpaerts (78), Belgisch componist en muziekpedagoog

### 27 oktober
- Auguste Broos (59), Belgisch atleet

## November

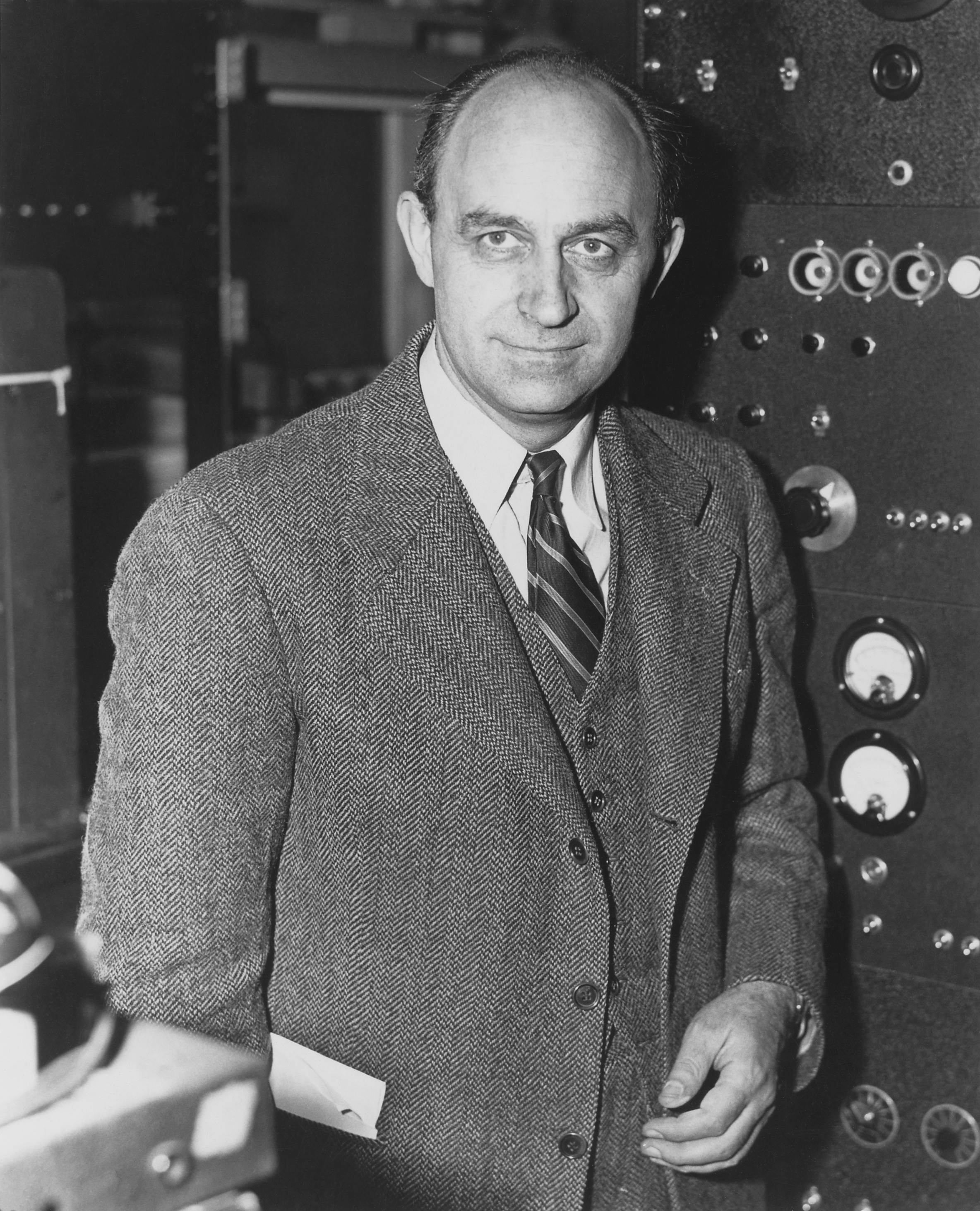
Enrico Fermi
28 november

| 1 | 2 | 3 | 4 | 5 | 6 | 7 | 8 | 9 | 10 | 11 | 12 | 13 | 14 | 15 | 16 | 17 | 18 | 19 | 20 | 21 | 22 | 23 | 24 | 25 | 26 | 27 | 28 | 29 | 30 |
| - | - | - | - | - | - | - | - | - | -- | -- | -- | -- | -- | -- | -- | -- | -- | -- | -- | -- | -- | -- | -- | -- | -- | -- | -- | -- | -- |

### 3 november
- Henri Matisse (84), Frans kunstschilder

### 13 november
- Ewald von Kleist (73), Duits militair leider

### 15 november
- Lionel Barrymore (76), Amerikaans filmacteur, regisseur en scenarioschrijver

### 19 november
- Lina Stadlin-Graf (82), Zwitsers juriste en redactrice

### 28 november
- Enrico Fermi (53), Amerikaans natuurkundige

### 30 november
- Wilhelm Furtwängler (68), Duits dirigent en componist
- Henk Kamerbeek (61), Nederlands atleet

## December

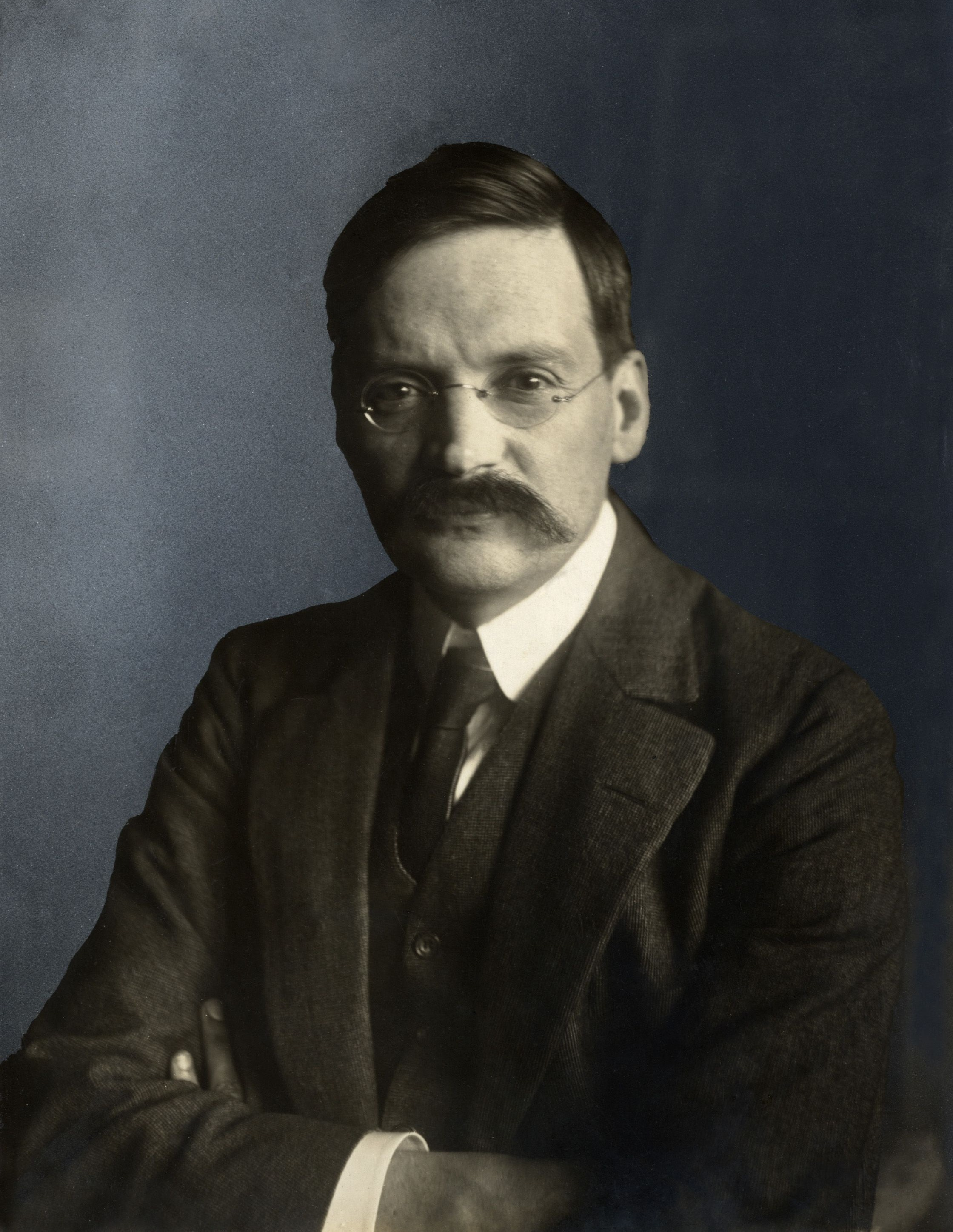
Peter van Anrooy
31 december

| 1 | 2 | 3 | 4 | 5 | 6 | 7 | 8 | 9 | 10 | 11 | 12 | 13 | 14 | 15 | 16 | 17 | 18 | 19 | 20 | 21 | 22 | 23 | 24 | 25 | 26 | 27 | 28 | 29 | 30 | 31 |
| - | - | - | - | - | - | - | - | - | -- | -- | -- | -- | -- | -- | -- | -- | -- | -- | -- | -- | -- | -- | -- | -- | -- | -- | -- | -- | -- | -- |

### 1 december
- Welles Hoyt (79), Amerikaans atleet

### 17 december
- Esteban Abada (58), Filipijns politicus

### 21 december
- Constant van Wessem (63), Nederlands schrijver, vertaler en essayist

### 29 december
- Henri Carel Johan ter Beek (87), Nederlands militair

### 30 december
- Eugen van Habsburg (91), aartshertog van Oostenrijk

### 31 december
- Peter van Anrooy (75), Nederlands componist en dirigent

1900 ·
1901 ·
1902 ·
1903 ·
1904 ·
1905 ·
1906 ·
1907 ·
1908 ·
1909 ·
1910 ·
1911 ·
1912 ·
1913 ·
1914 ·
1915 ·
1916 ·
1917 ·
1918 ·
1919 ·
1920 ·
1921 ·
1922 ·
1923 ·
1924 ·
1925 ·
1926 ·
1927 ·
1928 ·
1929 ·
1930 ·
1931 ·
1932 ·
1933 ·
1934 ·
1935 ·
1936 ·
1937 ·
1938 ·
1939 ·
1940 ·
1941 ·
1942 ·
1943 ·
1944 ·
1945 ·
1946 ·
1947 ·
1948 ·
1949 ·
1950 ·
1951 ·
1952 ·
1953 ·
1954 ·
1955 ·
1956 ·
1957 ·
1958 ·
1959 ·
1960 ·
1961 ·
1962 ·
1963 ·
1964 ·
1965 ·
1966 ·
1967 ·
1968 ·
1969 ·
1970 ·
1971 ·
1972 ·
1973 ·
1974 ·
1975 ·
1976 ·
1977 ·
1978 ·
1979 ·
1980 ·
1981 ·
1982 ·
1983 ·
1984 ·
1985 ·
1986 ·
1987 ·
1988 ·
1989 ·
1990 ·
1991 ·
1992 ·
1993 ·
1994 ·
1995 ·
1996 ·
1997 ·
1998 ·
1999 ·
2000 ·
2001 ·
2002 ·
2003 ·
2004 ·
2005 ·
2006 ·
2007 ·
2008 ·
2009 ·
2010 ·
2011 ·
2012 ·
2013 ·
2014 ·
2015 ·
2016 ·
2017 ·
2018 ·
2019 ·
2020 ·
2021 ·
2022 ·
2023 ·
2024 ·
2025